# Castello di Balmoral
Il Castello di Balmoral (AFI: /bælˈmɒrəl/, in inglese Balmoral Castle) è una residenza privata della Famiglia reale britannica utilizzata nel periodo estivo, situata nella zona dell'Aberdeenshire, in Scozia.
Acquistato dal re Roberto II di Scozia (1316-1390), che lo usò come residenza di caccia, nel 1390 divenne proprietà di sir William Drummond.
Nel 1848 la regina Vittoria e il principe Alberto decisero di trascorrervi il periodo estivo e, trovando il castello consono alle loro esigenze, decisero di ampliare l'edificio, tanto che la prima pietra dell'ampliamento venne posta dalla regina Vittoria nel 1853. Visto il passaggio di generazione, la proprietà oggi si estende per circa 260 chilometri quadrati.
Il Castello di Balmoral non è da ritenersi una residenza reale, in quanto la residenza reale ufficiale in Scozia è il Palazzo di Holyroodhouse a Edimburgo. Anche se unità dell'esercito britannico prestano servizio di guardia a Balmoral, il castello è a tutti gli effetti una residenza privata della Famiglia reale e il sovrano non svolge in esso alcuna attività pubblica ufficiale, proprio come avviene nella Sandringham House.
Il castello nei mesi primaverili ed estivi (ma non dal 31 luglio all'inizio di settembre circa, quando la Famiglia reale è presente) è aperto al pubblico per visite.

## Etimologia
Balmoral è pronunciato /bælˈmɒrəl/ o talvolta localmente /bəˈmɒrəl/. La prima denominazione del luogo fu 'Bouchmorale' nel 1451 (pronunciato [baˈvɔrəl]) dai gaelici scozzesi. Il primo elemento nel nome è il gaelico both che significa "capanna", mentre la seconda parte del nome è incerta. Adam Watson ed Elizabeth Allan scrissero in The Place Names of Upper Deeside che la seconda parte significherebbe "grande macchia (di terra)". Alexander MacBain suggerisce invece che derivi dal pittico *mor-ial, "area ripulita" (in gallese mawr-ial).

## Storia

### I primi passaggi di proprietà

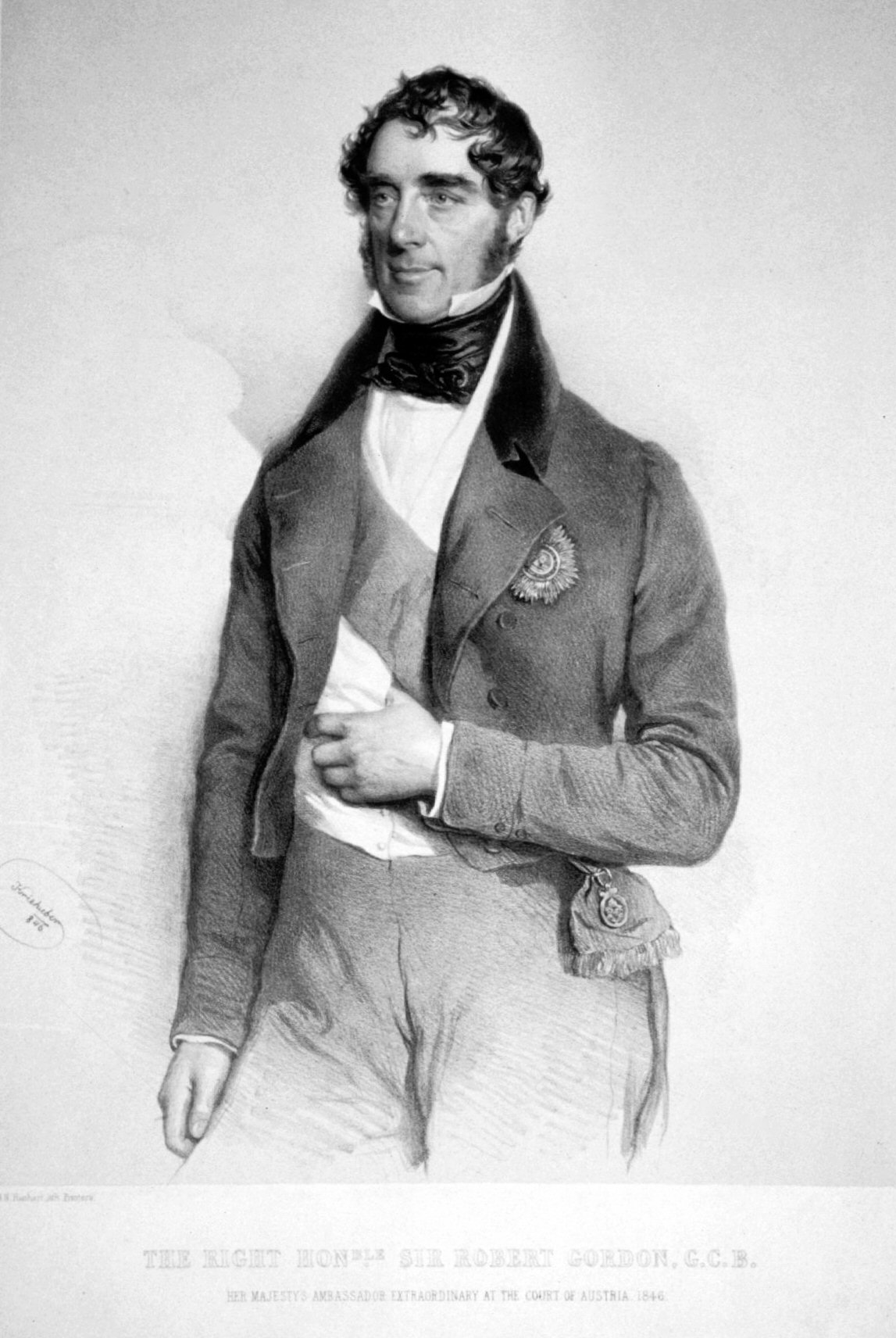
Dopo il 1830, sir Robert Gordon apportò le principali alterazioni al castello originario

La residenza di Balmoral iniziò ad essere costruita all'epoca di sir William Drummond nel 1390. L'area venne acquistata da re Roberto II di Scozia (1316 – 1390) nel suo ultimo anno di regno e qui vi installò una tenuta di caccia. La casatorre che era stata nel frattempo eretta in loco, venne successivamente venduta ad Alexander Gordon, III conte di Huntly, nel XV secolo, la cui famiglia la mantenne in proprietà sino alla vendita avvenuta nel 1622 alla famiglia Farquharsons di Invery. I Farquharsons erano simpatizzanti giacobiti e James Farquharson di Balmoral venne coinvolto sia nella rivolta del 1715 che in quella del 1745, venendo poi ferito nella battaglia di Falkirk del 1746. I beni dei Farquharson passarono poi ai Farquharson di Auchendryne.. Quest'ultima famiglia vendette la proprietà nel 1798 a James Duff, II conte di Fife, il quale l'affittò poi a sir Robert Gordon, fratello minore del IV conte di Aberdeen nel 1830. Questi fece diverse alterazioni alla struttura originale con progetti commissionati all'architetto John Smith di Aberdeen.

### L'acquisizione reale
La regina Vittoria ed il principe Alberto visitarono la Scozia per la prima volta nel 1842, cinque anni dopo l'ascesa al trono della regina e due anni dopo il suo matrimonio. Durante questa prima visita, la coppia risiedette ad Edimburgo, ed al castello di Taymouth nel Perthshire, residenza del marchese di Breadalbane. La coppia tornò nuovamente nel 1844 e risiedette al castello di Blair e nel 1847 prese in affitto Ardverikie House presso il Loch Laggan.
Sir Robert Gordon morì nel 1847 e Balmoral tornò a lord Aberdeen. Nel febbraio del 1848 il principe Alberto si accordò per acquisire la proprietà con tutto ciò che conteneva, senza nemmeno averla mai vista.

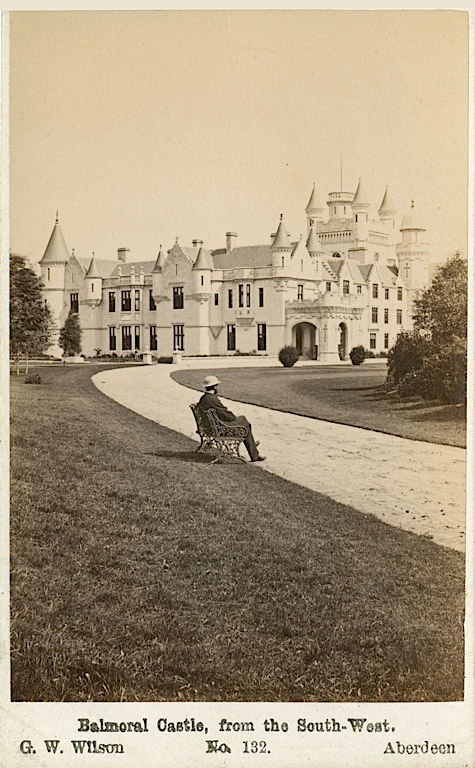
Il castello di Balmoral negli anni '60 dell'Ottocento

La coppia reale giunse in visita al castello per la prima volta l'8 settembre 1848. La regina Vittoria descrisse la casa come "piccola ma bella", e riportò nel suo diario: "Tutto qui sembra respirare di libertà e pace, e fa dimenticare il mondo fuori e i suoi tumulti". Il paesaggio collinare circostante la proprietà ricordava inoltre la Turingia, patria di Alberto in Germania.
La casa si rivelò ben presto troppo piccola per le esigenze della coppia reale e per questo nel 1848, John e William Smith ottennero commissione di disegnare nuovi uffici, cottages e altre strutture accessorie. Grazie all'architetto paesaggista James Beattie venne data nuova vita anche al giardino, col contributo del pittore James Giles.
A partire dal 1849 iniziarono i lavori, ma ancora erano in corso i negoziati di acquisto con gli eredi del defunto conte di Fife. Dopo aver visto un cottage di ferro corrugato alla Esposizione Internazionale del 1851, il principe Alberto ne ordinò uno per Balmoral da E. T. Bellhouse & Co. come sala da ballo e sala da pranzo temporanee. Tale prefabbricato venne utilizzato dal 1º ottobre 1851 e sino al 1856.
La vendita venne completata nel giugno del 1852 per un prezzo di 32.000 sterline ed il principe Alberto acquisì formalmente il possesso della struttura in autunno. Nel contempo venne acquistata anche la vicina residenza di Birkhall, come pure il castello di Abergeldie.
La pietra di fondazione venne posta dalla regina Vittoria in persona il 28 settembre 1853 e si può ancora oggi vedere in basso sul muro della facciata occidentale, adiacente al portico d'entrata. Come da tradizione, la prima pietra venne scavata all'interno abbastanza da potervi porre una bottiglia contenente un documento autografo della regina ricordante la fondazione del castello e alcune monete.

### Residenza reale

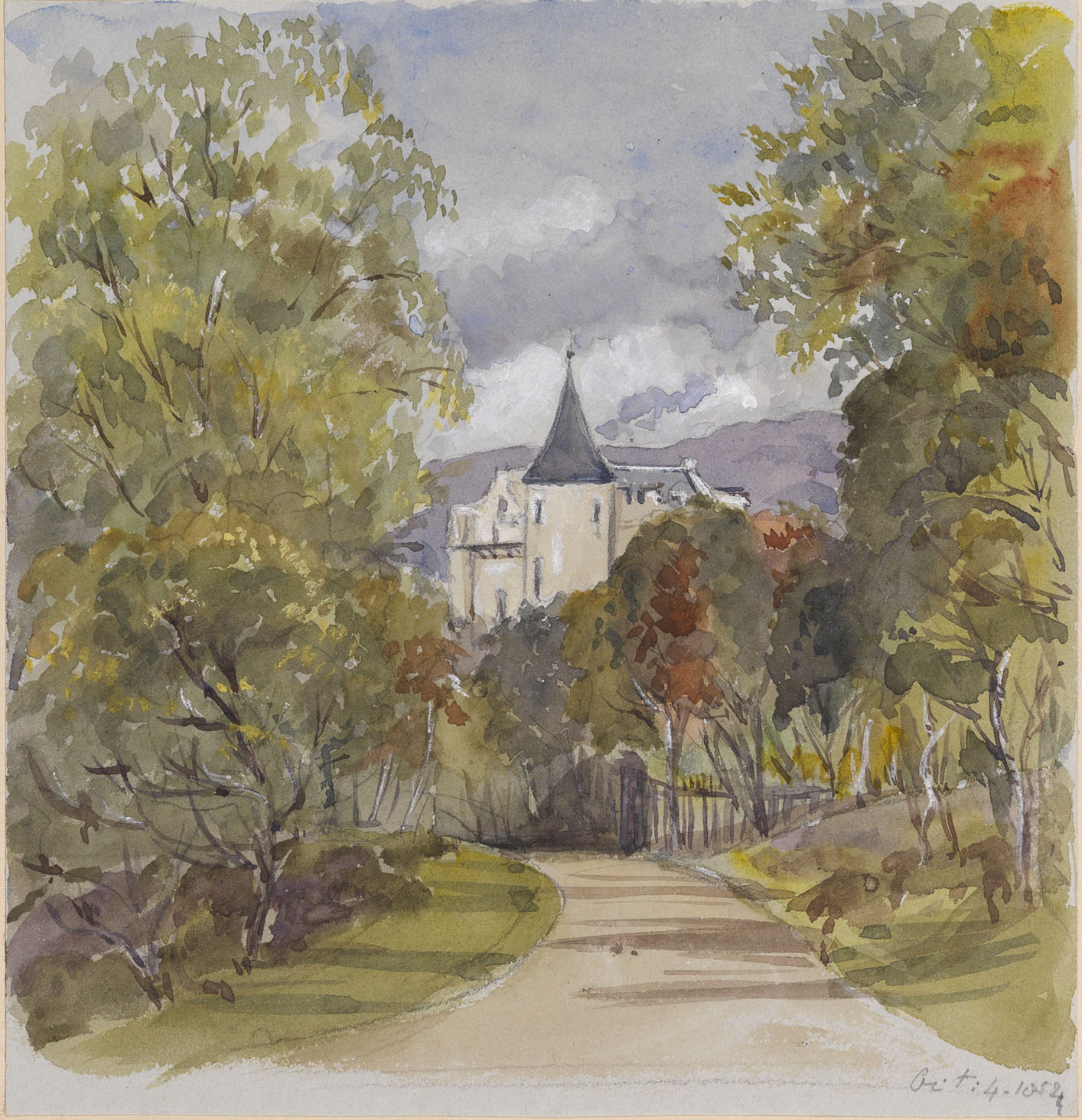
Il castello di Balmoral in un acquerello della regina Vittoria risalente al 1852, durante i lavori di restauro voluti dal marito

Balmoral fu uno dei ritiri estivi preferiti della famiglia reale inglese durante tutto il regno della regina Vittoria e dei suoi successori al trono. Giorgio V progettò delle migliorie tra gli anni '10 e '20 del Novecento, inclusi i giardini a sud del castello.
Assieme a Sandringham House, il castello di Balmoral è ancora oggi una delle residenze private del Re e come tale non è da ritenersi proprietà statale. A dimostrazione di ciò, all'abdicazione di Edoardo VIII a lui andarono comunque le proprietà private del padre e come tale suo fratello Giorgio VI dovette acquistare il castello di Balmoral e tutte le altre proprietà private per continuare ad usufruirne assieme alla famiglia reale.
Il castello di Balmoral fu anche il luogo ove nacque la regina Vittoria Eugenia di Spagna, nipote della regina Vittoria e sovrana di Spagna.
Per tutta la vita la regina Elisabetta II e il duca di Edimburgo ne hanno fatto uso come residenza estiva privata; proprio in questa dimora Elisabetta II è deceduta l'8 settembre 2022 all’età di 96 anni.

## La residenza

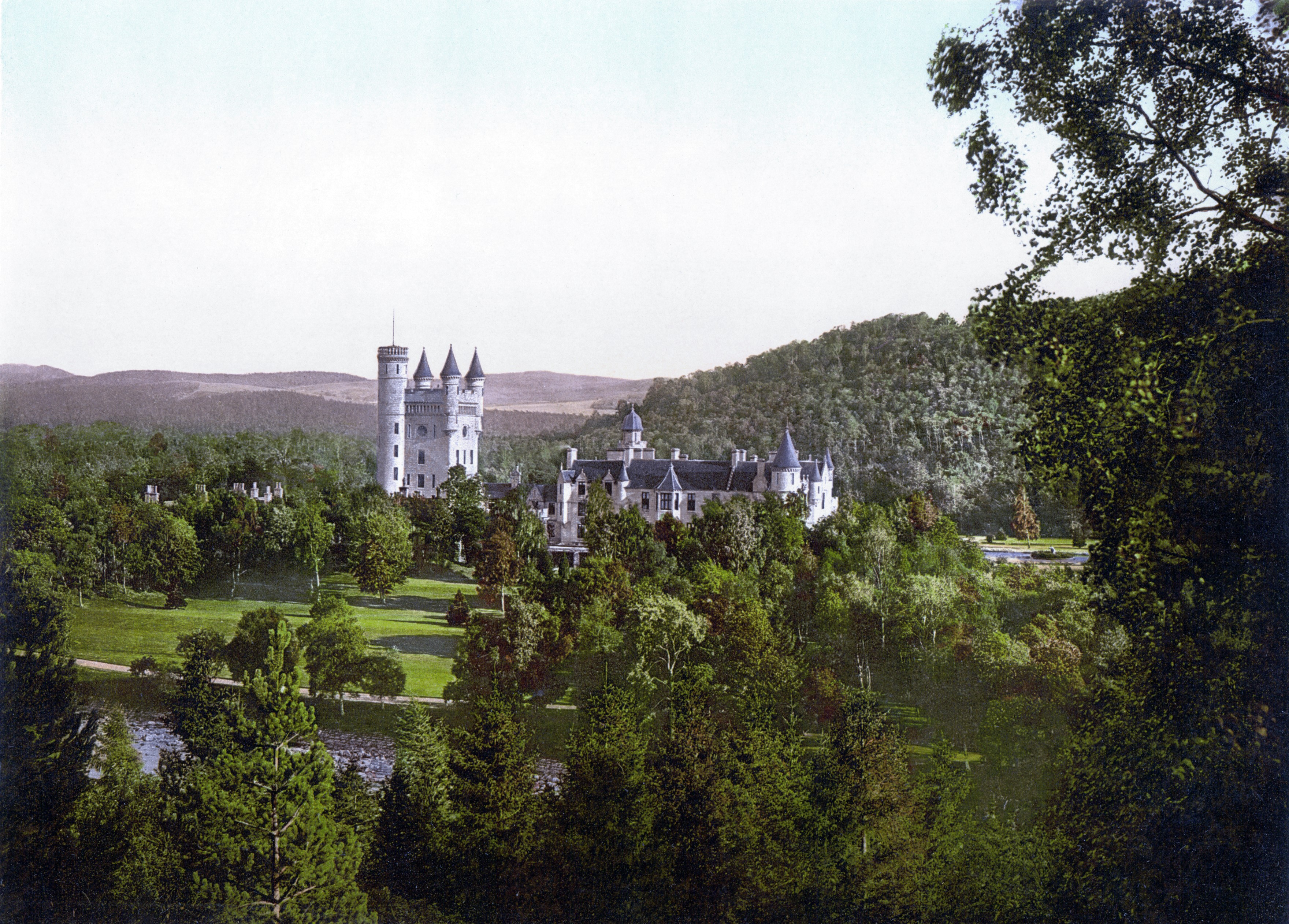
Il castello di Balmoral e la campagna circostante in una cartolina colorata di inizio Novecento

La residenza è attualmente attiva ed occupa una superficie totale di 20 000 ettari di terre di cui 18 659 sono distribuiti sui territori di Balmoral, Birkhall e Glen Doll, 2940 a Corgarff e 4688 ettari corrispondono a diritti utilizzati per dotazioni ed istituzioni su terreni vicini. Della proprietà, 300 ettari sono costituiti da boschi e 222 sono coltivati e sfruttati per l'allevamento delle oltre 100 vacche Highlander, una razza di bovini originari e tipici di questo luogo. Esso è anche il luogo di lavoro per molti locali: a tempo pieno vi lavorano 50 persone, mentre altre 50-100 persone sono assunte a tempo parziale per mantenere in particolare il settore agricolo della tenuta, ed in occasione della visita annuale del sovrano al castello.
Circa mille ettari sono costituiti dalla Ballochbuie Forest, una delle più importanti aree verdi della zona che venne acquistata nel 1878 dalla regina Vittoria per salvarla dalla distruzione, il che ha consentito di preservare ed estendere in ambiente gli ultimi esemplari di pino della Caledonia, nativo proprio della Scozia. Per la salvaguardia di questa specie, nel 1979 l'allora duca di Edimburgo ha diretto personalmente alcune operazioni che hanno consentito di espandere questa specie dai 20 ettari originari sino a 300 ettari nel 1992, ed ancor oggi in estensione. Tale area è tuttora monitorata dall'Institute for Terrestrial Ecology (ITE).

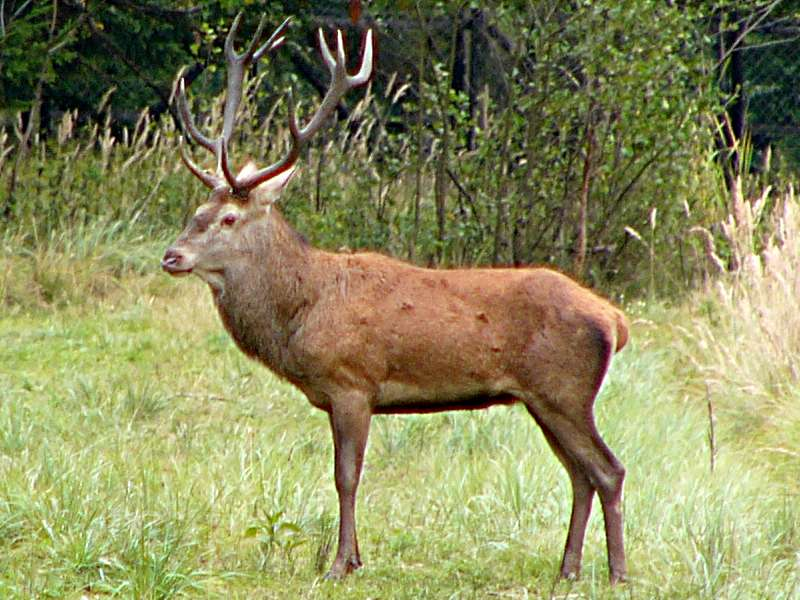
Il cervo rosso è oggi una delle specie faunistiche più importanti della zona

Il castello costituisce anche la principale attrazione turistica e motore economico della zona, con circa 85 000 visitatori ogni anno che si distribuiscono nella visita alla residenza ed i giardini retrostanti. Sempre per il turismo, nel 1974 è stata inaugurata un'area protetta attorno al Loch Muick ed a Lochnagar come riserva naturale, per far conoscere ai visitatori anche le bellezze naturalistiche della regione. Numerose sono anche le possibili escursioni montane nelle aree circostanti.
La residenza nel suo complesso è divenuta fondamentale per la salvaguardia della fauna locale: un censimento del 1998 ha registrato la presenza di 3300 cervi rossi. Nel 1999 ne sono stati contati appena 1650, il che ha reso necessario un programma di attività di cura per il ripopolamento della zona.

## Architettura

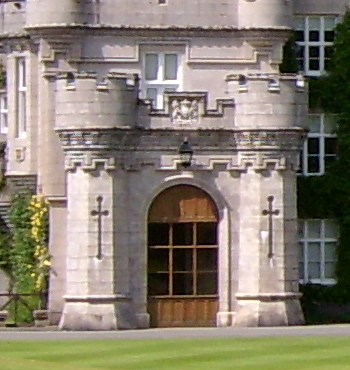
L'ingresso (detto anche "portico carrabile") che consente l'accesso al castello e permette agli ospiti di attendere le carrozze al coperto.

Anche se viene definito popolarmente "castello", la prima funzione di Balmoral è quella di una casa di villeggiatura. Esso infatti segue gli stilemi ordinari della casa di campagna di epoca vittoriana. La torre e le torrette presenti erano elementi caratteristici delle residenze baronali scozzesi. La presenza della grande torre d'avvistamento è invece un riferimento alle casetorri medievali. La torri "a macinapepe" sono invece un'influenza dei castelli francesi del XVI secolo. Riferimenti allo stile baronale scozzese si trovano negli elementi delle finestre e nel portale d'accesso.

## Numismatica
Il castello di Balmoral, dal 1987, si trova sulle banconote da 100 sterline emesse dalla Royal Bank of Scotland.